# Pablo Barrios (Fußballspieler)
Pablo Barrios Rivas (* 15. Juni 2003 in Madrid) ist ein spanischer Fußballspieler.

## Karriere

### Verein
Nachdem er in seiner frühen Jugend für Moratalaz gespielt hatte, wechselte er danach in die Jugend von Real Madrid, von welcher er Mitte 2017 weiter in die von Atlético Madrid wechselte. Dort durchlief er dann auch die weiteren U-Mannschaften und ging zur Saison 2022/23 in den Kader der B-Mannschaft über. Sein Debüt für die erste Mannschaft gab er im November 2022 beim letzten Gruppenspiel der laufenden UEFA Champions League Saison, als er bei der 1:2-Niederlage gegen den FC Porto in der 85. Minute für Ángel Correa eingewechselt wurde. Ende Januar 2023 ging er fest in den Kader der ersten Mannschaft über.

### Nationalmannschaft
Von Februar bis März 2022 kam er für die spanische U19 in ein paar Partien zum Einsatz. Im März 2023 folgte sein Debüt für die U21, mit der er auch mehrere EM-Qualifikationsspiele bestritt.
Für die Olympischen Spiele 2024 in Paris wurde er für den spanischen Olympiakader nominiert und kam hier auch gleich im ersten Gruppenspiel zum Einsatz. Er gewann mit seiner Mannschaft die Goldmedaille.

## Titel
- Olympiasieger: 2024